# Орнітологія

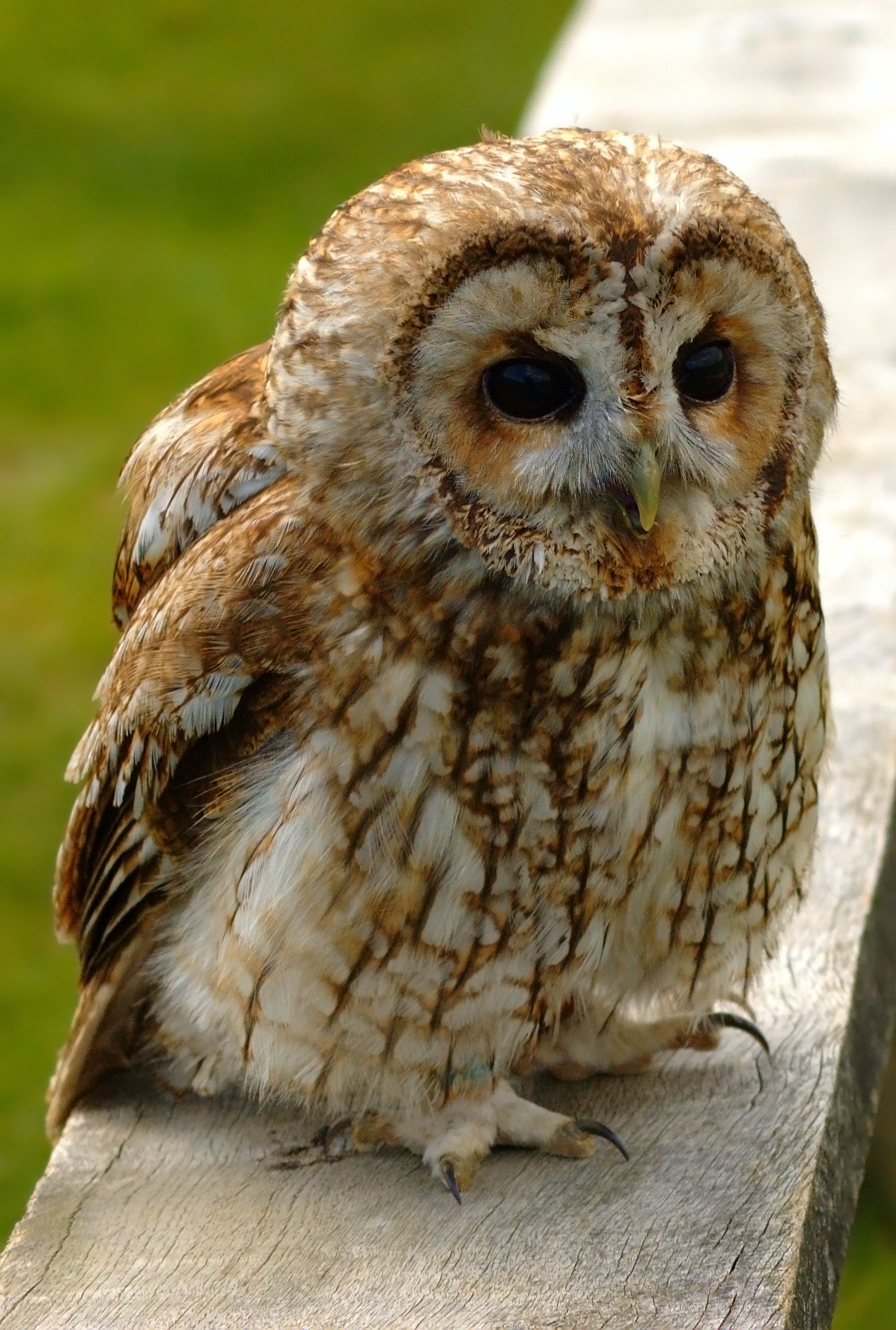
Сова сіра

Орнітоло́гія (грец. ορνιθολογία, досл. «птахознавство», від грец. ὄρνιθος —«птах» і λόγος — «наука», «знання») — наука про птахів, один з розділів зоології. Вивчає птахів, їхню ембріологію, морфологію, фізіологію, екологію, систематику і географічне розповсюдження.
Авіаційна орнітологія — розділ орнітології, що вивчає птахів, які становлять небезпеку для польотів повітряних суден.

## Історія
Термін «Орнітологія» введено італійським натуралістом У. Альдрованді наприкінці XVI століття[джерело?].
Починаючи з 1884 року періодично проводяться Міжнародні орнітологічні конгреси.

## Задачі орнітології
Основні завдання орнітології:
- вивчення видової різноманітності і числа особин на території, що вивчається;
- вивчення систематики, етології, фізіології і екології птахів, фенології птахів;
- проблеми охорони рідкісних видів тощо.

## Методи орнітологічних досліджень

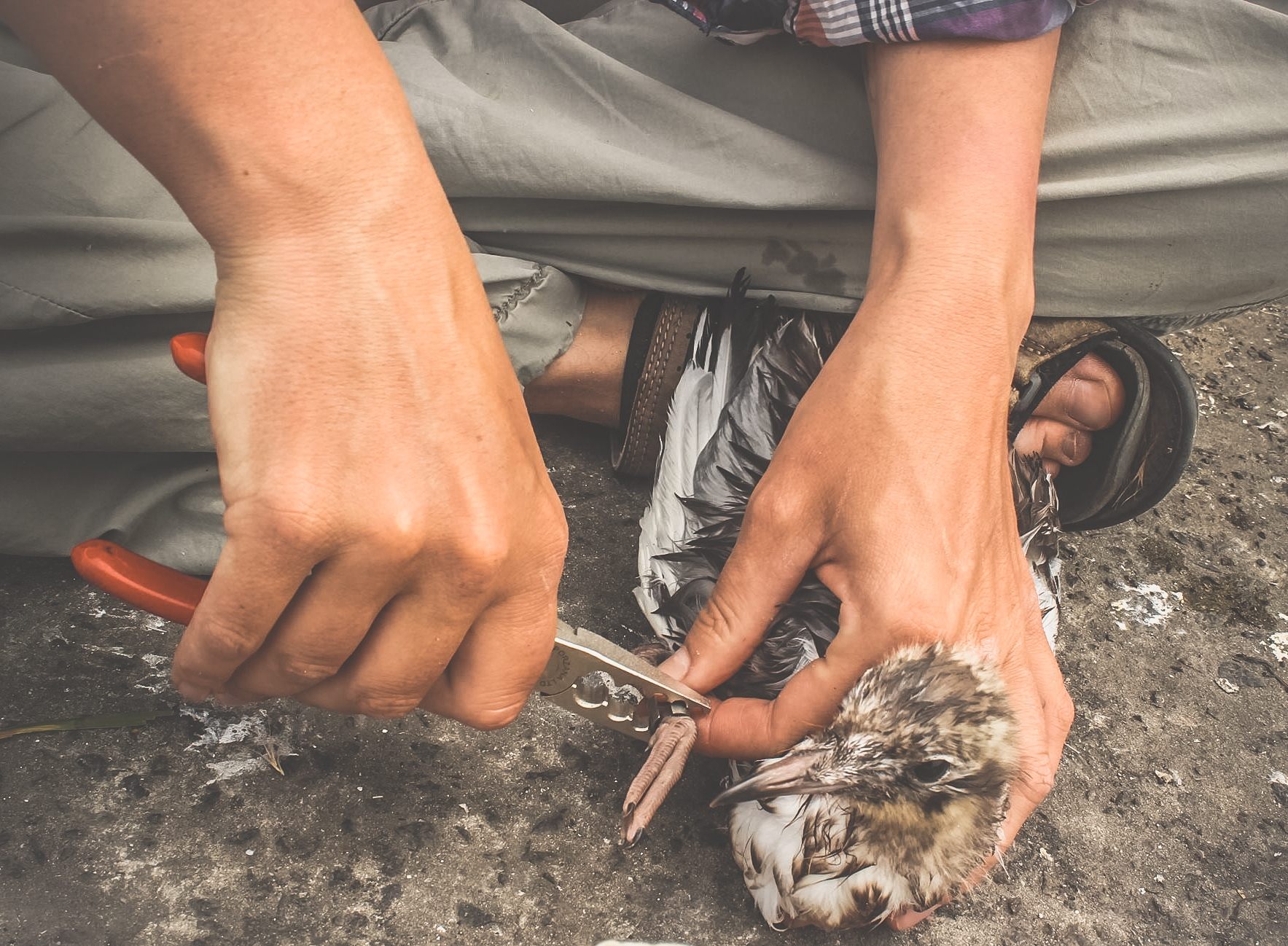
Кільцювання пташеняти мартина звичайного (Chroicocephalus ridibundus з родини Мартинові Laridae). Працює орнітолог, науковий співробітник Інституту зоології ім. І. І. Шмальгаузена Національної академії наук України.

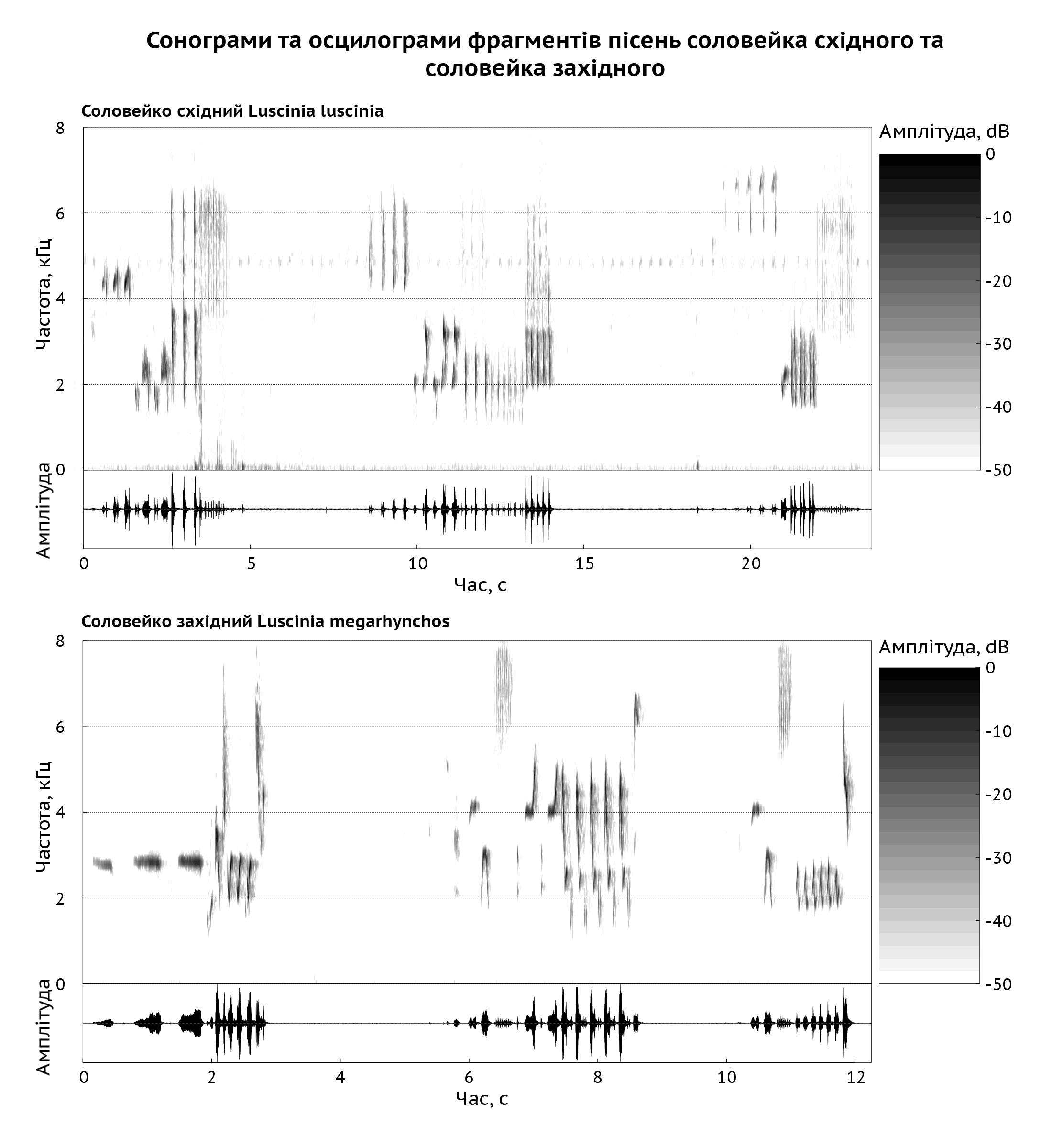
Сонограми фрагментів пісень соловейків звичайного та південного дають можливість надійно розрізнити ці два види за голосом

Дослідження проводяться різними способами.

### Орнітологічні спостереження
Найпростіший вид орнітологічних досліджень — спостереження.

Орнітологічні спостереження (англ. birdwatching) — спостереження за птахами, які виконує визначений авіаційний персонал з метою своєчасного виявлення птахів на контрольованій ним території (частині повітряного простору) та оцінки їх потенційної небезпеки для польотів повітряних суден.

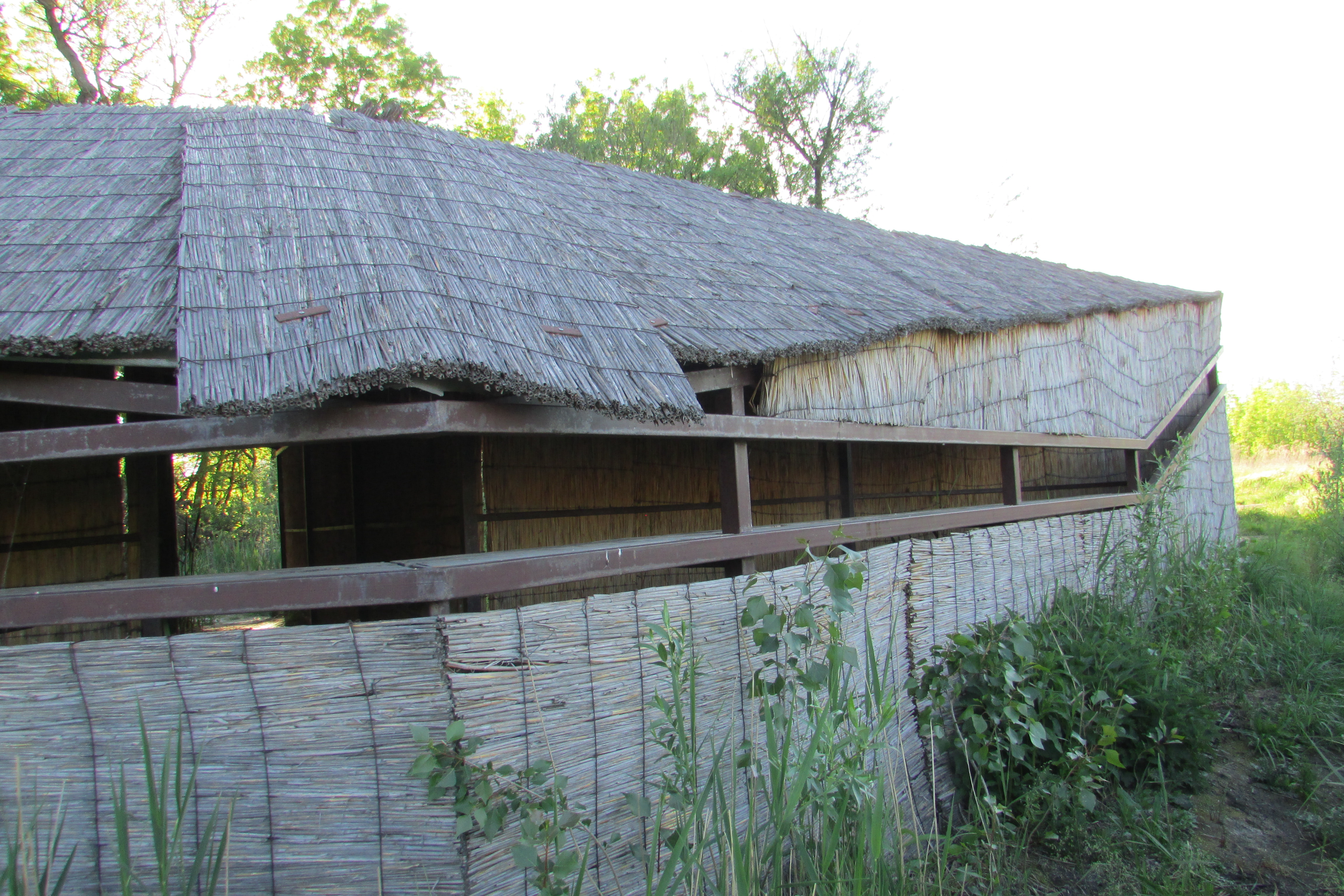
Будівля для прихованого спостереження за птахами на березі озера Довгого в Національному природному парку «Олешківські піски».

Візуальні орнітологічні спостереження виконують з метою оперативної оцінки орнітологічної обстановки та є основним джерелом інформації про чисельність, видовий склад, характер поведінки та співвідношення місцевих та мігруючих птахів у районі аеродрому (полігона).

Візуальні орнітологічні спостереження на аеродромі поділяються на:
1. регулярні (постійні) орнітологічні спостереження, які паралельно з метеорологічними спостереженнями на аеродромі у світлий час доби незалежно від виконання польотів;
2. епізодичні (оперативні) орнітологічні спостереження, які виконують під час польотів;
3. епізодичні орнітологічні спостереження у темний час доби, які виконують разом з метеорологічними спостереженнями на аеродромі;
4. спеціальні орнітологічні спостереження, які виконують в період орнітологічного обстеження протягом 2 годин після світанку, 1 години опівдні і 2 годин до заходу сонця.

Також виконують орнітологічні спостереження:
- аеровізуальні (з борту повітряного судна у польоті) під час повітряної розвідки погоди в світлий час доби по установлених маршрутах з урахуванням як орнітологічної обстановки, так і метеорологічних умов;
- радіолокаційні — на аеродромі одночасно з радіолокаційною розвідкою погоди.[2]

Вивчення міграції птахів здійснюють методом кільцювання птахів. Для цього птахів відловлюють спеціальними сітками, одягають кільця і відпускають.

## Наукові установи та організації
В Україні провідною установою щодо вивчення птахів є Інститут зоології імені І. І. Шмальгаузена НАН України та його підрозділи Азово-Чорноморська орнітологічна станція, Український центр кільцювання птахів. Також функціонують громадські організації та робочі групи — Українське орнітологічне товариство імені К. Ф. Кесслера, Західноукраїнське орнітологічне товариство, Азово-Чорноморська орнітологічна спілка, Українське товариство охорони птахів, робоча група Вивчення птахів басейну Сіверського Дінця та інші.

## Орнітологічні журнали
У світі видається понад 100 спеціалізованих наукових орнітологічних журналів. Серед них найвідомішими є:
- Audubon Magazine (США) —
- The Auk, American Ornithologists' Union (США) —  [Архівовано 16 червня 2009 у Wayback Machine.]
- Bulletin of the British Ornithologists' Club (Велика Британія) —
- The Condor — Cooper Ornithological Society (США) —  [Архівовано 20 червня 2013 у WebCite]
- Emu — Royal Australasian Ornithologists Union, Мельбурн, Австралія) —  [Архівовано 21 серпня 2016 у Wayback Machine.]
- Ibis — British Ornithologists Union (Лондон, Велика Британія) —
- Wilson Journal of Ornithology, Wilson Ornithological Society (США)

Українськими орнітологічними журналами є:
- Беркут[3]
- Бранта (Сборник научных трудов Азово-Черноморской орнитологической станции)[4]
- Troglodytes — журнал Західноукраїнського орнітологічного товариства
- серія видань матеріалів конференцій «Птахи басейну Сіверського Дінця».

## Відомі українські орнітологи
Дослідники XIX ст.:
- Гебель Герман Федорович
- Кесслер Карл Федорович
- Нордманн Олександр Давидович
- Сомов Микола Миколайович
- Чернай Олександр Вікентійович

Дослідники першої половини ХХ ст.:
- Аверін Віктор Григорович
- Артоболевський Володимир Михайлович
- Браунер Олександр Олександрович
- Вальх Борис Сергійович
- Гавриленко Микола Іванович
- Костюченко Андрій Семенович
- Попов Борис Михайлович
- Пузанов Іван Іванович
- Шарлемань Микола Васильович

Дослідники другої половини ХХ ст.:
- Ардамацька Тетяна Борисівна
- Воїнственський Михайло Анатолійович
- Горбань Ігор Миронович
- Гузій Анатолій Ількович
- Жежерін Всеволод Петрович
- Зубаровський Віталій Михайлович
- Кістяківський Олександр Богданович
- Костін Юлій Віталійович
- Корзюков Анатолій Іванович
- Кошелєв Олександр Іванович
- Назаренко Леонід Ферапонтович
- Пекло Олександр Михайлович
- Смогоржевський Леонід Олександрович
- Страутман Федір Йоганович
- Тараненко Леонід Іванович
- Татаринов Костянтин Адріанович
- Цвелих Олександр Миколайович

Сучасні дослідники:
- Андрющенко Юрій Олексійович
- Атамась Наталія Сергіївна
- Банік Михайло Вікторович
- Бокотей Андрій Андрійович
- Грищенко Віталій Миколайович
- Костюшин Василь Анатолійович
- Лисенко Валерій Іванович
- Матвєєв Микола Дмитрович
- Полуда Анатолій Михайлович
- Серебряков Валентин Валентинович
- Сіохін Валерій Дмитрович
- Скільський Ігор Васильович
- Фесенко Геннадій Васильович
- Чаплигіна Анжела Борисівна
- Черничко Йосип Іванович
- Шидловський Ігор Віталійович